# Chapelle Notre-Dame-des-Ormes
Ne pas confondre avec la chapelle Notre-Dame-de-l'Orme dans l'Ain en France.
La chapelle Notre-Dame-des-Ormes est une chapelle située à Piney, en France.

## Description
L'église date du XVIe siècle, sur un plan rectangulaire de 17 m par 5,5 m.

## Localisation
La chapelle est située sur la commune de Piney, dans le département français de l'Aube.
Elle tire son nom d'une ancienne plantations d'ormes.

## Historique
Elle a été une succursale de Piney avant de devenir une paroisse curiale du doyenné de Brienne. Elle avait comme succursale Villevoque avant que celle-ci de devienne une paroisse curiale, elle aussi.
L'édifice est inscrit au titre des monuments historiques en 1927.